# Федерико Делбонис
Федерико Делбонис (шп. Federico Delbonis, Азул, 5. октобар 1990) је аргентински тенисер који је свој најбољи пласман у синглу достигао 9. маја 2016. када је заузимао 33. место на АТП листи.

## Приватни живот
Делбонисов отац Орасио се бави дистрибуцијом производа за косу, а једном приликом је био голман у професионалном фудбалском тиму, док је мајка Марта социјални асистент. Има брата Алфреда и сестру Фелиситас. Са супругом Вирџинијом је у браку од 11. новембра 2017. и имају ћерку Селину (рођена 4. новембра 2013)
Воли фудбал, филмове и изласке са пријатељима.

## Каријера
Почео је да игра тенис са седам година. Идоли током одрастања су му били Бјерн Борг и његов сународник Гиљермо Вилас. Омиљени ударац му је форхенд и воли да наступа на шљаци и тврдим подлогама на отвореном. Ролан Гарос издваја као омиљени турнир.
Професионално се бави тенисом од 2007. Квалификовао се 2013. године на турнир у Хамбургу и редом побеђивао Томија Робреда, Дмитрија Турсунова и Фернанда Вердаска. Дана 20. јула 2013. је савладао Роџера Федерера у три сета и обезбедио место у свом првом АТП финалу, где је поражен од Фабија Фоњинија. 2014. године је стигао до своје прве титуле у синглу освојивши турнир серије 250 у Сао Паолу. Противник у финалу му је био Паоло Лоренци из Италије. Исте године изгубио је финале турнира у Ници против Летонца Гулбиса. У априлу 2016. побеђује на турниру у Маракешу и долази до своје друге титуле у синглу. У финалу је савладао Хрвата Борну Ћорића у два сета.
Можда и најзначајнији меч каријере одиграо је у финалу Дејвис купа 2016. где је у петом мечу савладао Хрвата Иву Карловића и тако донео Аргентини историјску прву титулу у овом такмичењу.

## АТП финала

### Појединачно: 4 (2:2)
| Легенда                        |
| ------------------------------ |
| Гренд слем турнири (0:0)       |
| Завршно првенство сезоне (0:0) |
| АТП мастерс 1000 (0:0)         |
| АТП 500 (0:1)                  |
| АТП 250 (2:1)                  |

| Финала по подлози |
| ----------------- |
| Тврда (0:0)       |
| Шљака (2:2)       |
| Трава (0:0)       |

| Финала по локацији |
| ------------------ |
| Отворено (1:2)     |
| Дворана (1:0)      |

| Исход     | Бр. | Датум           | Турнир            | Подлога   | Противник      | Резултат            |
| --------- | --- | --------------- | ----------------- | --------- | -------------- | ------------------- |
| Финалиста | 1.  | 21. јул 2013.   | Хамбург, Немачка  | Шљака     | Фабио Фоњини   | 6:4, 6:7(8:10), 2:6 |
| Победник  | 1.  | 2. март 2014.   | Сао Паоло, Бразил | Шљака (д) | Паоло Лоренци  | 4:6, 6:3, 6:4       |
| Финалиста | 2.  | 24. мај 2014.   | Ница, Француска   | Шљака     | Ернестс Гулбис | 1:6, 6:7(5:7)       |
| Победник  | 2.  | 10. април 2016. | Маракеш, Мароко   | Шљака     | Борна Ћорић    | 6:2, 6:4            |

### Парови: 5 (2:3)
| Легенда                        |
| ------------------------------ |
| Гренд слем турнири (0:0)       |
| Завршно првенство сезоне (0:0) |
| АТП мастерс 1000 (0:0)         |
| АТП 500 (0:0)                  |
| АТП 250 (2:3)                  |

| Финала по подлози |
| ----------------- |
| Тврда (0:0)       |
| Шљака (2:3)       |
| Трава (0:0)       |

| Финала по локацији |
| ------------------ |
| Отворено (0:3)     |
| Дворана (2:0)      |

| Исход     | Бр. | Датум           | Турнир                | Подлога   | Партнер          | Противници                     | Резултат              |
| --------- | --- | --------------- | --------------------- | --------- | ---------------- | ------------------------------ | --------------------- |
| Победник  | 1.  | 4. март 2018.   | Сао Пауло, Бразил     | Шљака (д) | Максимо Гонзалез | Весли Колхоф Артјом Ситак      | 6:4, 6:2              |
| Финалиста | 1.  | 4. август 2018. | Кицбил, Аустрија      | Шљака     | Данијеле Брачали | Роман Јебави Андрес Молтени    | 2:6, 4:6              |
| Победник  | 2.  | 2. март 2019.   | Сао Пауло, Бразил (2) | Шљака (д) | Максимо Гонзалез | Лук Бамбриџ Џони О’Мара        | 6:4, 6:3              |
| Финалиста | 2.  | 21. јул 2019.   | Бостад, Шведска       | Шљака     | Орасио Зебаљос   | Сандер Жиле Јоран Влиген       | 7:6(7:5), 5:7, [5:10] |
| Финалиста | 3.  | 14. март 2021.  | Сантијаго, Чиле       | Шљака     | Ђауме Мунар      | Симоне Болели Максимо Гонзалез | 6:7(4:7), 4:6         |

## Остала финала

### Тимска такмичења: 1 (1:0)
| Исход    | Бр. | Датум                 | Турнир                       | Подлога   | Партнери                                   | Противници                                        | Резултат | Извор  |
| -------- | --- | --------------------- | ---------------------------- | --------- | ------------------------------------------ | ------------------------------------------------- | -------- | ------ |
| Победник | 1.  | 25–27. новембар 2016. | Дејвис куп, Загреб, Хрватска | Тврда (д) | Хуан М. дел Потро Гидо Пеља Леонардо Мајер | Марин Чилић Иво Карловић Иван Додиг Франко Шкугор | 3:2      | [ 12 ] |